# Јаков и Јован Мењужски
Јаков и Јован Мењужски (око 1569, село Верхниј Прихон, Новгородска земља) - два млада брата, праведници Руске православне цркве у Сабору новгородских светитеља.
Православна црква их помиње 24. јун (7. јул), 3. недељу по Духовима.
Браћа Јаков и Јован се помињу у Кратком житију о светитељима 18. века, забележеној из усмених предања о њима. Према њој, њихови родитељи су се звали Исидор и Варвара, а са њима су живела два млада сина. Најстарији од браће био је Јован, петогодишњи, а најмлађи трогодишњи Јаков. Дечаке су убили злочинци који су покушали да опљачкају њихов дом.
Година смрти је приближна. У почетку су браћа сахрањена у парохијској цркви Светог Николе, која се налазила у порти Медведског. Међутим, касније су ковчеге са њиховим телима открили ловци у шуми близу Каменског језера, у близини села Мењуша. Ковчези су враћени у цркву Светог Николе. Али након што су се браћа у сну појавила ловцима са упутствима да своја тела пренесу на друго место на Мењушу, браћа су поново сахрањена. Након чега се на овом месту сазидана капела.
На гробу Јакова и Јована дошло је до исцељења, посебно монаха Макарија, градитеља Тројице Менужског манастира 1668-1684. Под Корнилијем, митрополитом новгородским (1674-1695), пронађене су мошти браће, а истовремено су канонизовани Јаков и Јован. Аутор Легенде једног од браће дефинише као невино убијеног, а другог као мученика. Манастир Менужски је изгорео 1780. године, а на његовом месту је касније подигнута дрвена црква Свете Тројице, у којој је почетком 19. века била капела у част Јакова и Јована. Црква брвнара је замењена каменом 1837-1841. У овом храму над гробом светих 1859. године постављена је посребрена бакарна гробница са приказом заплета из Житија
.